# Герб Березни
Герб Бере́зни — геральдичний символ смт Березни Менського району Чернігівської області (Україна). 
Наразі місто не має затвердженого герба.

## Історія
У другій чверті XVII століття Березна одержала від короля Яна-Казимира магдебурзьке право. Мабуть із цього часу використовувався і «промовистий» герб із зображенням берези. Цей символ був постійним атрибутом печаток місцевої ратуші, а за доби Гетьманщини, коли Березна стала сотенним містечком Чернігівського полку, — і міської сотенної канцелярії.
1767 року березнянський герб зазнав змін, коли тогочасний сотник березнянський Яким Сахновський у березнянській сотенній канцелярії до сотенної печатки із зображенням берези звелів додати знаки своєї власної печатки із зображенням шаблі, стріли та зірок.
Згодом за мотивами печатки сотника Сахновського Герольдія розробила остаточний проект міського герба Березни, затверджений у 1782 році: «Дерево береза на блакитному тлі, пробите навхрест золотими шаблею та стрілою, а у верхніх кутах щита по срібному рогатому місяцю та по чотири шестикутні зірки».

Герб міста XVII ст. (реконструкція)
Герб березнянської сотні (реконструкція)
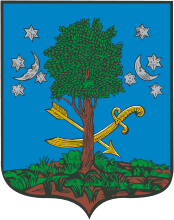
Герб міста 1782-1919 рр.